# Bockmerholz
Das Bockmerholz ist ein rund 2 km² großes, geschlossenes Laubwaldgebiet in Hannover, das etwa zur Hälfte unter Naturschutz steht. Der Wald liegt südlich des hannoverschen Stadtteils Wülferode und gilt als Relikt von ausgedehnten Laubwaldbeständen des Nordwaldes, der hier bis ins Frühmittelalter bestand. Durch das Bockmerholz führen nur Waldwege und enge Pfade.

## Lage

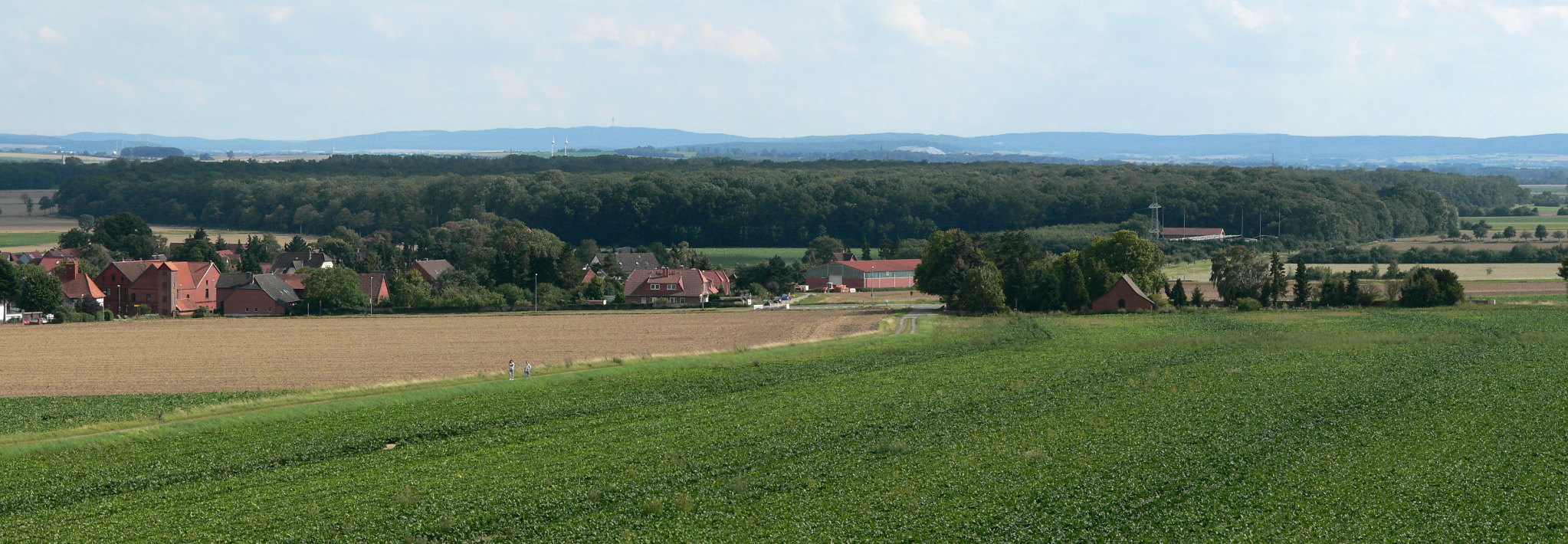
Bockmerholz von Norden gesehen, im Vordergrund Wülferode und im Hintergrund der Hildesheimer Wald mit dem Fernmeldeturm Sibbesse

Der Wald liegt etwa einen halben Kilometer südlich von Wülferode und im Osten des Kronsberges. Das ähnlich strukturierte Waldgebiet Gaim befindet sich etwa 2 km nordöstlich. Im Osten wird das Bockmerholz von der Landesstraße L 388 nach Wülferode begrenzt, im Süden von der B 443. Die A 37 durchschneidet den äußersten südwestlichen Zipfel des Waldes.

## Bodenbeschaffenheit und Vegetation
Das Waldgebiet steht auf unterschiedlichen Untergründen, darunter für Lössbörden typischer Boden, Geschiebedecksand und Geschiebelehm. Dadurch ergeben sich im Boden kleinflächig wechselnde Wasserverhältnisse, zum Teil mit Staunässe.
Das Bockmerholz besteht aus einem artenreichen Eichen-, Eschen-, Hainbuchenwald, der sich als natürliche Waldgesellschaft im naturnahen Bestand präsentiert. Im Wald finden sich zahlreiche gefährdete Pflanzen- und Tierarten. Der Wald zeichnet sich durch seine hohe Zahl an Frühjahrsblühern aus. Im April verwandelt sich der Waldboden in einen weißgelben Blütenteppich mit Buschwindröschen, Märzenbecher und Gelbem Windröschen.

## Naturschutzgebiet Bockmerholz
Das Naturschutzgebiet umfasste den nördlichen Bereich des Waldes und war etwa 121 ha groß. Im Januar 2019 ging es im neuen Naturschutzgebiet Bockmerholz, Gaim auf.
Das ehemalige Naturschutzgebiet gehörte zusammen mit der nördlich von Wülferode gelegenen Gaim zum FFH-Gebiet „Bockmerholz, Gaim“, das im Wesentlichen dem 2019 verordneten neuen Naturschutzgebiet entspricht. Der im Bockmerholz gelegene Teil des Naturschutzgebiets ist ein Naturwald-Bereich, der nicht mehr bewirtschaftet sich selbst überlassen bleibt. In ihm soll sich ein Waldökosystem einstellen, in dem seltene Tier- und Pflanzenarten geschützt leben können. Die Unterschutzstellung dient auch der Naturwaldforschung, um die unbeeinflusste Entwicklung von Waldgesellschaften sowie Ökosystemen zu untersuchen. Der südliche Waldbereich ist ein naturnaher Wald, der als Pufferzone für den Naturschutzbereich dient. In ihm soll sich die natürliche Vegetation von Waldgesellschaften erhalten können.

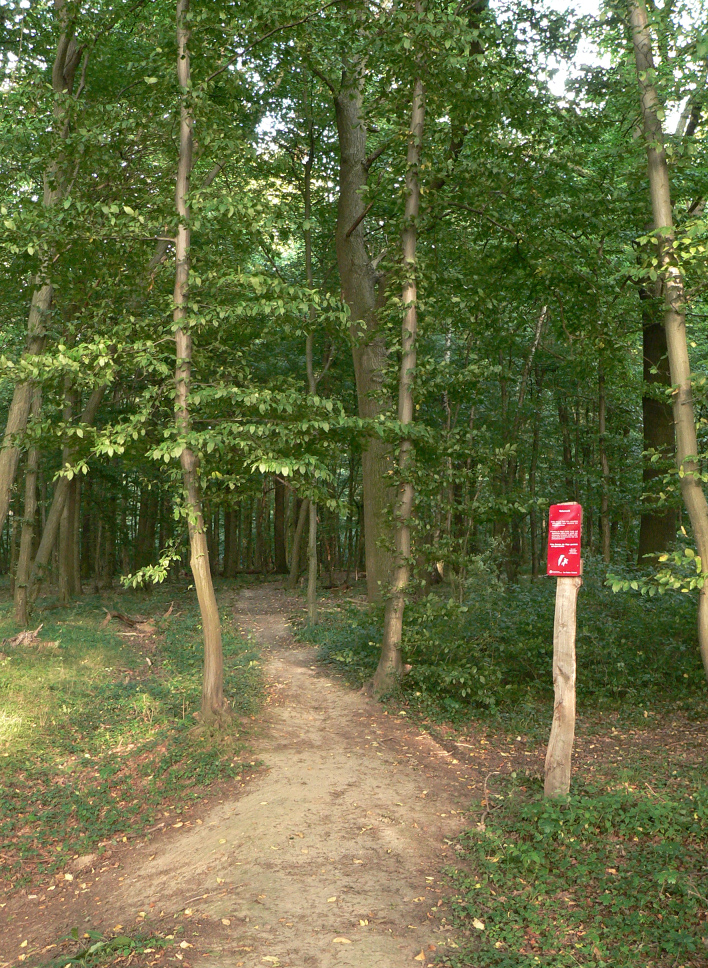
Pfad mit Hinweisschild „Naturwald“
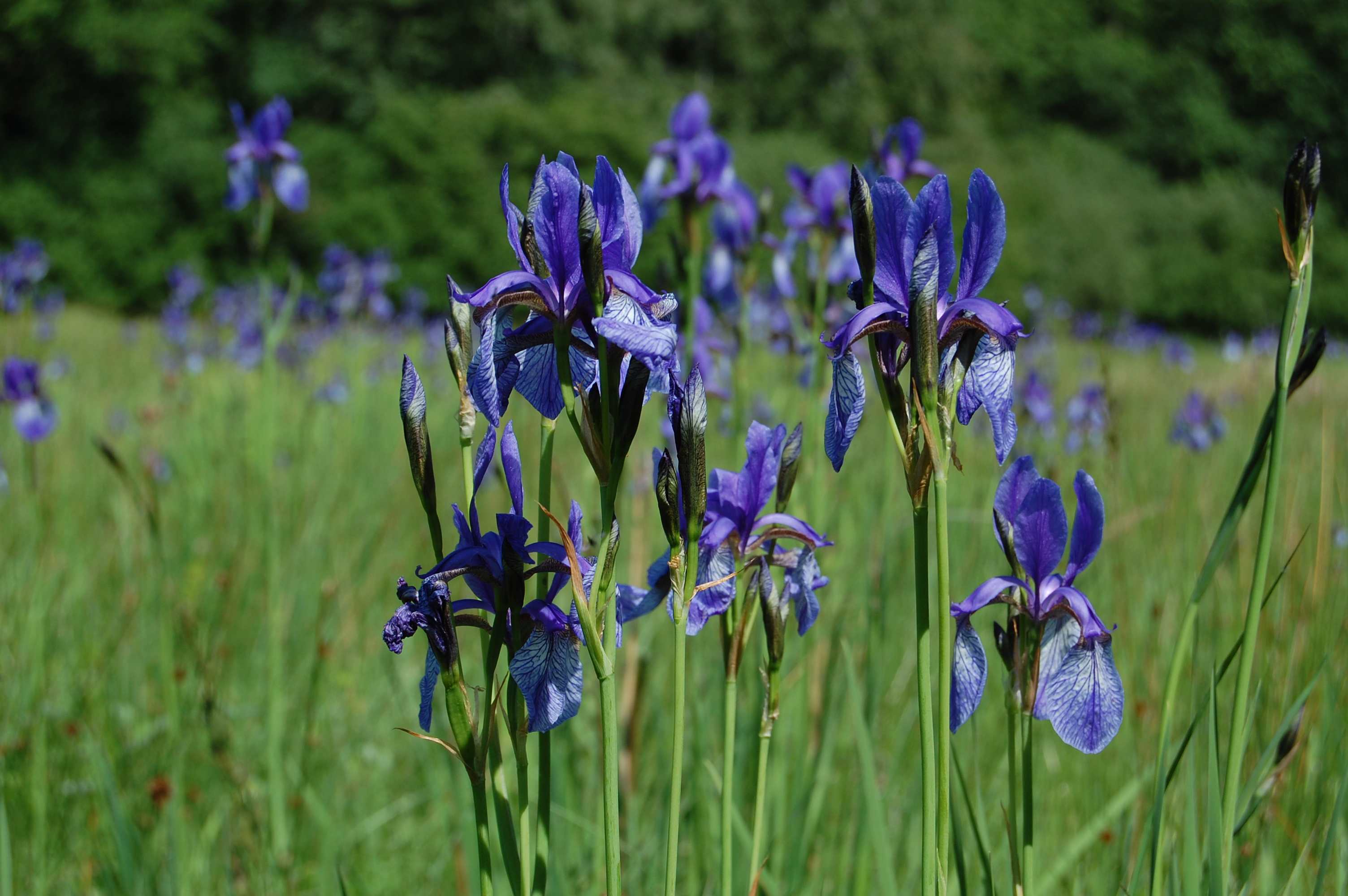
Gruppe Sibirischer Schwertlilien
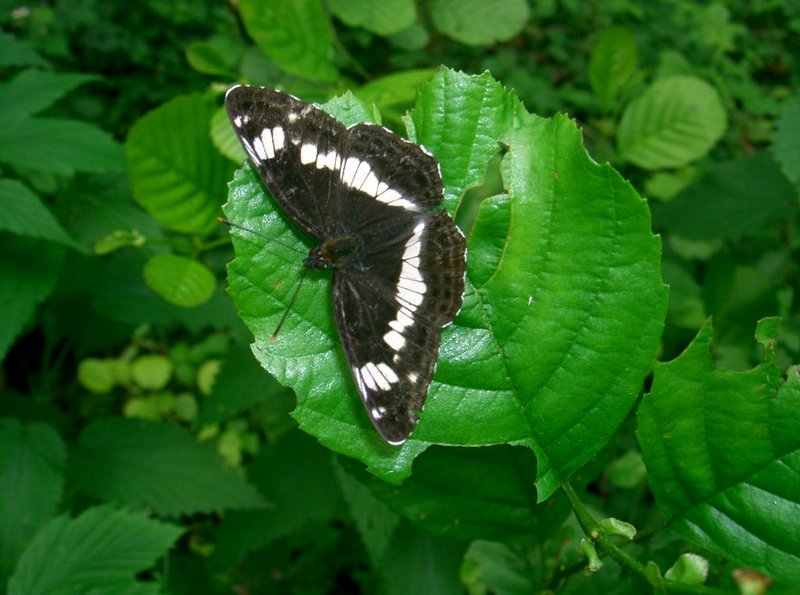
Der Edelfalter Kleiner Eisvogel
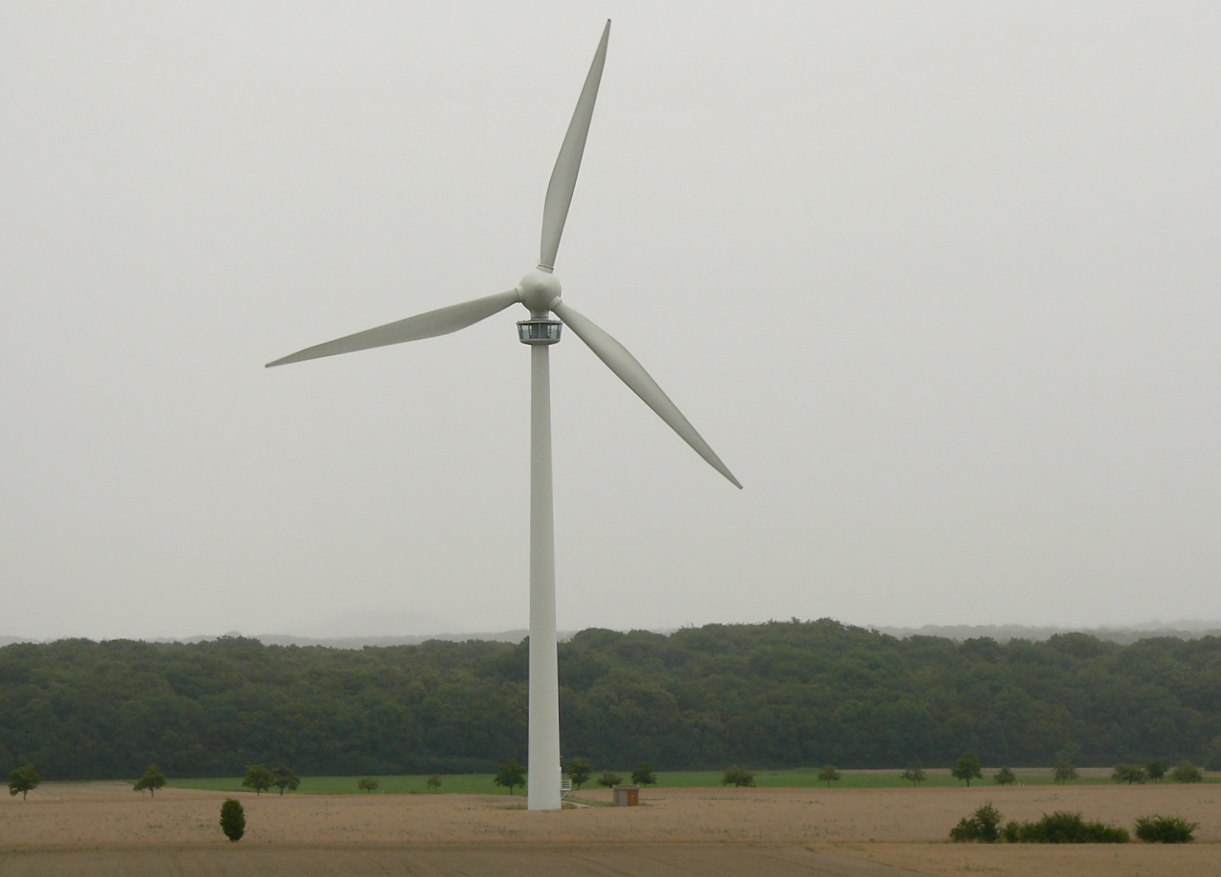
Das Bockmerholz vom Kronsberg gesehen mit Windkraftanlage Südkronsberg
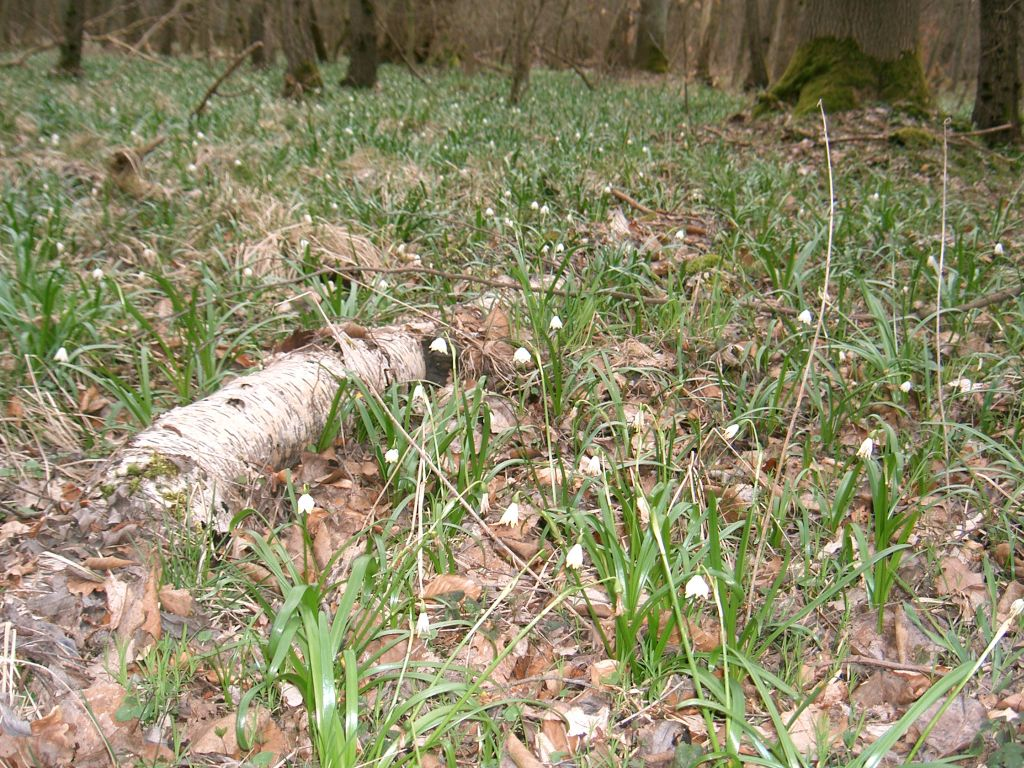
Märzbecher-Blüte im Frühling

## Geschichte

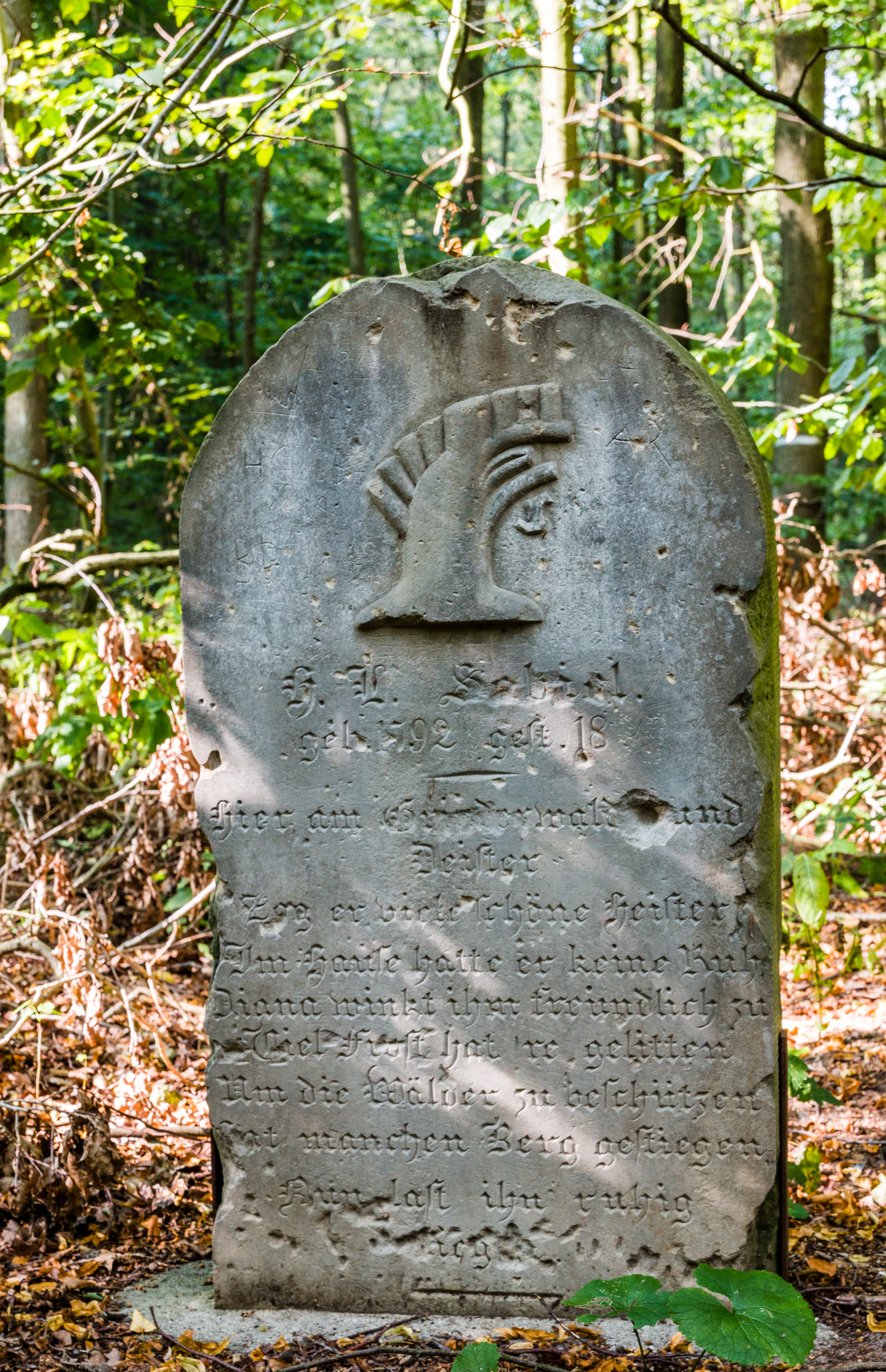
Denkmal Försterstein, der im 19. Jahrhundert vom Förster Sabiel aufgestellt wurde

Das Bockmerholz wird, ebenso wie der Hämeler Wald, als ein Rest des uralten Nordwaldes im Städtedreieck zwischen Hannover, Hildesheim und Braunschweig angesehen. Der Wald blieb nur in Teilen von einer Umwandlung in Ackerland während der frühmittelalterlichen Rodungsperiode verschont. In der Neuzeit gehörte das Bockmerholz größtenteils dem hannoverschen Adel, der das Waldgebiet zum Holzeinschlag und zur Jagd nutzte. Nach dem Dreißigjährigen Krieg wurde von den Bewohnern der umliegenden Dörfer im Wald massiv Holz zum Wiederaufbau eingeschlagen. Der Landesherr ließ daraufhin vom Amt Koldingen Holzvögte einsetzen, die seine Waldbereiche kontrollierten und den Raubbau im fürstlichen  Wald unterbanden. Allmählich regenerierte sich der Wald, obwohl er auch als Hutewald diente. Zum Schutz einzelner Waldbereiche gegen den Verbiss von Vieh und Wild wurden Wallhecken angelegt.
Aufgrund der anhaltenden Streitereien zwischen dem adligen Waldbesitzer und seinen Untertanen, wurde das Bockmerholz 1832–1834 aufgeteilt. Der Fürst behielt den größeren Teil und gab den kleineren Teil den Bauern der Dörfer Wülferode und Rethen. Sie teilten sich den Wald in einzelne Parzellen auf, die sie mit Gräben oder Hecken abgrenzten. Reste der Grenzmarkierungen finden sich noch heute im Wald.